# Laphria sapporensis
Laphria sapporensis là một loài ruồi trong họ Asilidae. Laphria sapporensis được Matsumura miêu tả năm 1911. Loài này phân bố ở vùng Cổ Bắc giới và châu Á.